# 乌兰夫纪念馆站
乌兰夫纪念馆站（蒙古语：ᠤᠯᠠᠭᠠᠨᠬᠦᠦ ᠶᠢᠨ ᠳᠤᠷᠠᠰᠬᠠᠯ ᠤᠨ ᠣᠷᠳᠣᠨ）是呼和浩特地铁1号线的地铁车站，位于中华人民共和国内蒙古自治区呼和浩特市回民区光明路街道与环河街街道交界新华西路近乌兰夫纪念馆北侧地下，2019年12月29日開通运营。

## 车站结构
乌兰夫纪念馆站位于乌兰夫纪念馆北侧，沿新华西街东西向布置，长203米，标准段宽度19.7米，为地下两层岛式车站。
| 地面              | 出入口 | A、C-D出入口 |
| 地下一层          | 站厅   | 客服中心、自动售票机、验票机                                                                                            |
| 地下二层          | 站台层 | \| \| \| █ 1号线往伊利健康谷（西龙王庙） \| \| 島式 · 開左邊车门 \| \| \| \| \| \| █ 1号线往坝堰（机场）（附属医院） \| |
|                   |        | █ 1号线往伊利健康谷（西龙王庙）                                                                                         |
| 島式 · 開左邊车门 |        | |
|                   |        | █ 1号线往坝堰（机场）（附属医院）                                                                                       |

## 车站出口
乌兰夫纪念馆站共设4个出口，各出口及周围设施如下所示：
| 出口编号                | 照片 | 地点             | 可到达目的地             |
| ----------------------- | ---- | ---------------- | ------------------------ |
| A · 出口                |      | 新华西街（北侧） | 呼和浩特铁路第一中学     |
| C · 1 · 出口 · （设有） |      | 新华西街（南侧） | 乌兰夫纪念馆、乌兰夫公园 |
| C · 2 · 出口            |      | 新华西街（南侧） | 乌兰夫纪念馆、乌兰夫公园 |
| D · 出口                |      | 新华西街（北侧） | 内蒙古建筑职业技术学院   |
| 图例： 设有             |      |                  |                          |

## 接驳交通

### 公交车
- 乌兰夫纪念馆：4路、7路、8路、32路、59路、80路、81路、93路、102路、303路、K1路、夜间4号线

## 历史
- 2016年6月15日，车站开工[4]。
- 2017年7月25日，车站主体结构封顶[5]。
- 2019年12月29日，本站随1号线通车一同开通[1]。